# Ewin L. Davis

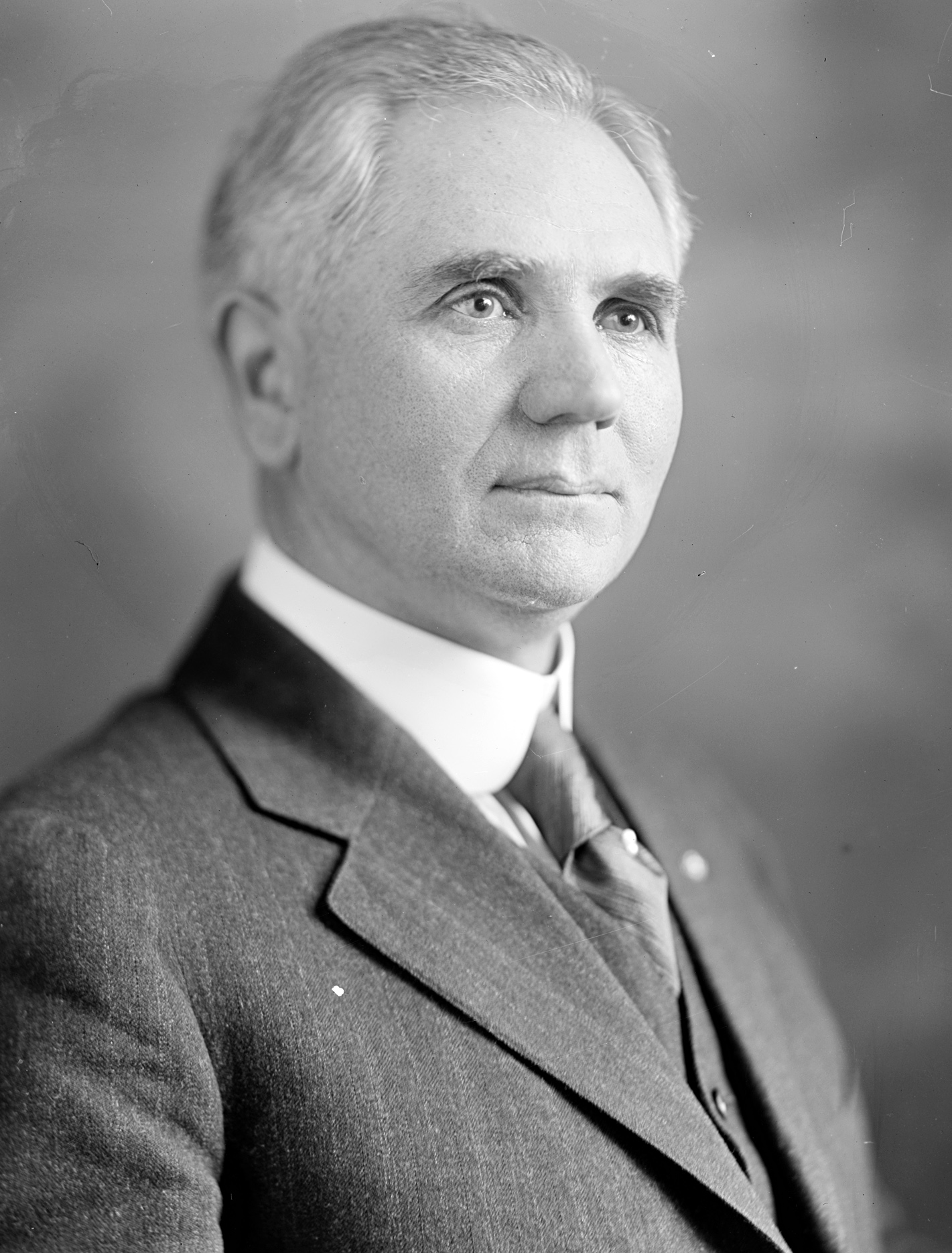
Ewin L. Davis

Ewin Lamar Davis (* 5. Februar 1876 im Bedford County, Tennessee; † 23. Oktober 1949 in Washington, D.C.) war ein US-amerikanischer Politiker. Zwischen 1919 und 1933 vertrat er den Bundesstaat Tennessee im US-Repräsentantenhaus.

## Werdegang
Ewin Davis besuchte die öffentlichen Schulen seiner Heimat und studierte danach zwischen 1895 und 1897 an der Vanderbilt University in Nashville. Nach einem anschließenden Jurastudium an der späteren George Washington University und seiner im Jahr 1899 erfolgten Zulassung als Rechtsanwalt begann er in Tullahoma in seinem neuen Beruf zu arbeiten. Politisch schloss sich Davis der Demokratischen Partei. Zwischen 1900 und 1910 war er Delegierter auf allen regionalen Parteitagen in Tennessee. Von 1910 bis 1918 fungierte er als Richter im 17. Gerichtsbezirk von Tennessee. Außerdem war er zwischen 1903 und 1940 Direktor bei der Traders National Bank of Tullahoma sowie von 1906 bis 1939 Kurator des Tennessee College for Women.
Bei den Kongresswahlen des Jahres 1918 wurde Davis im fünften Wahlbezirk von Tennessee in das US-Repräsentantenhaus in Washington gewählt, wo er am 4. März 1919 die Nachfolge von William C. Houston antrat. Nach sechs Wiederwahlen konnte er bis zum 3. März 1933 sieben Legislaturperioden im Kongress absolvieren. Zwischen 1931 und 1933 war er Vorsitzender des Ausschusses, der sich mit der Handelsmarine und Fischereifragen befasste. Während seiner Zeit als Kongressabgeordneter wurden der 18., der 19. und der 20. Verfassungszusatz verabschiedet. Im Jahr 1932 wurde Davis von seiner Partei nicht mehr zur Wiederwahl nominiert.
Seit dem 23. Mai 1933 war Davis Mitglied der Federal Trade Commission, der er bis zu seinem Tod angehören sollte. In den Jahren 1935, 1940 und 1945 war er deren Vorsitzender. Ewin Davis starb am 23. Oktober 1949 in der Bundeshauptstadt Washington und wurde in Tullahoma beigesetzt.